# Neptunusfontein (Bologna)
De Neptunusfontein (Fontana di Nettuno, in dialect bijgenaamd al Żigànt; "il gigante" ("de reus") in het Italiaans, vanwege het formaat van het standbeeld) is een monumentale fontein in Bologna op het Piazza del Nettuno, grenzend aan het Piazza Maggiore. Het beeld is het resultaat van de samenwerking tussen Zanobio Portigiani, Tommaso Laureti en Giambologna, in opdracht van Carolus Borromeus, en werd voltooid in 1566.

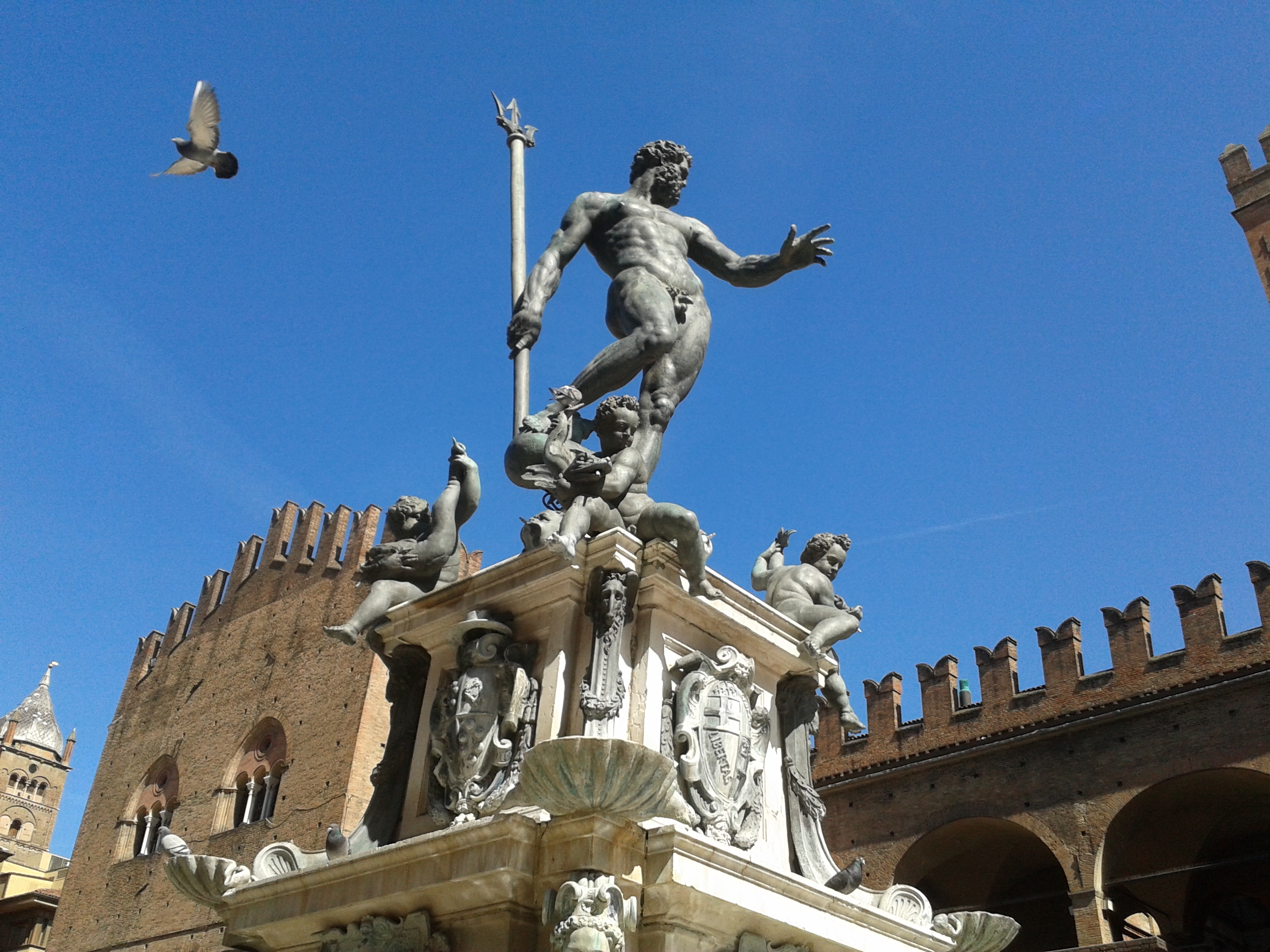
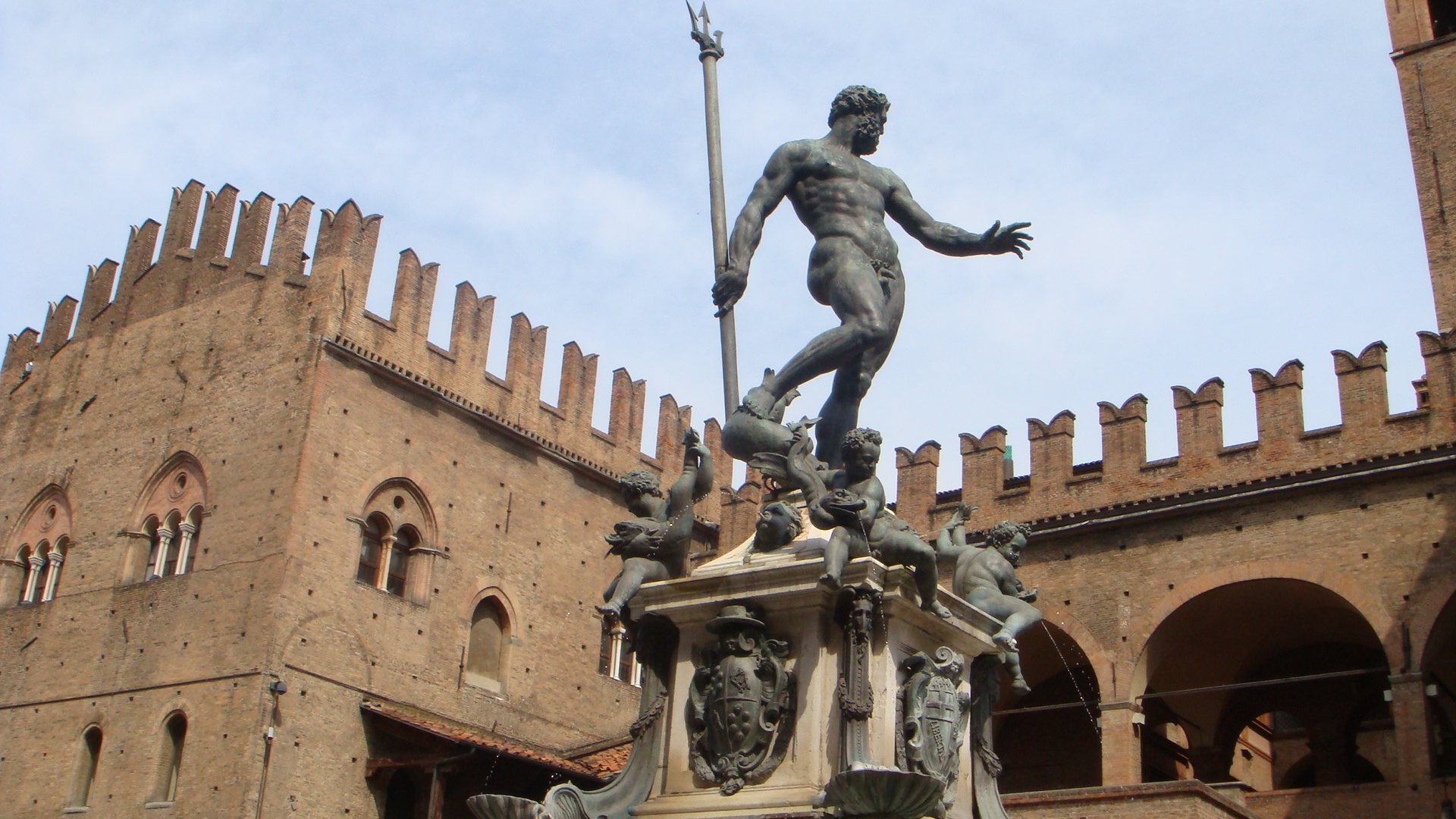
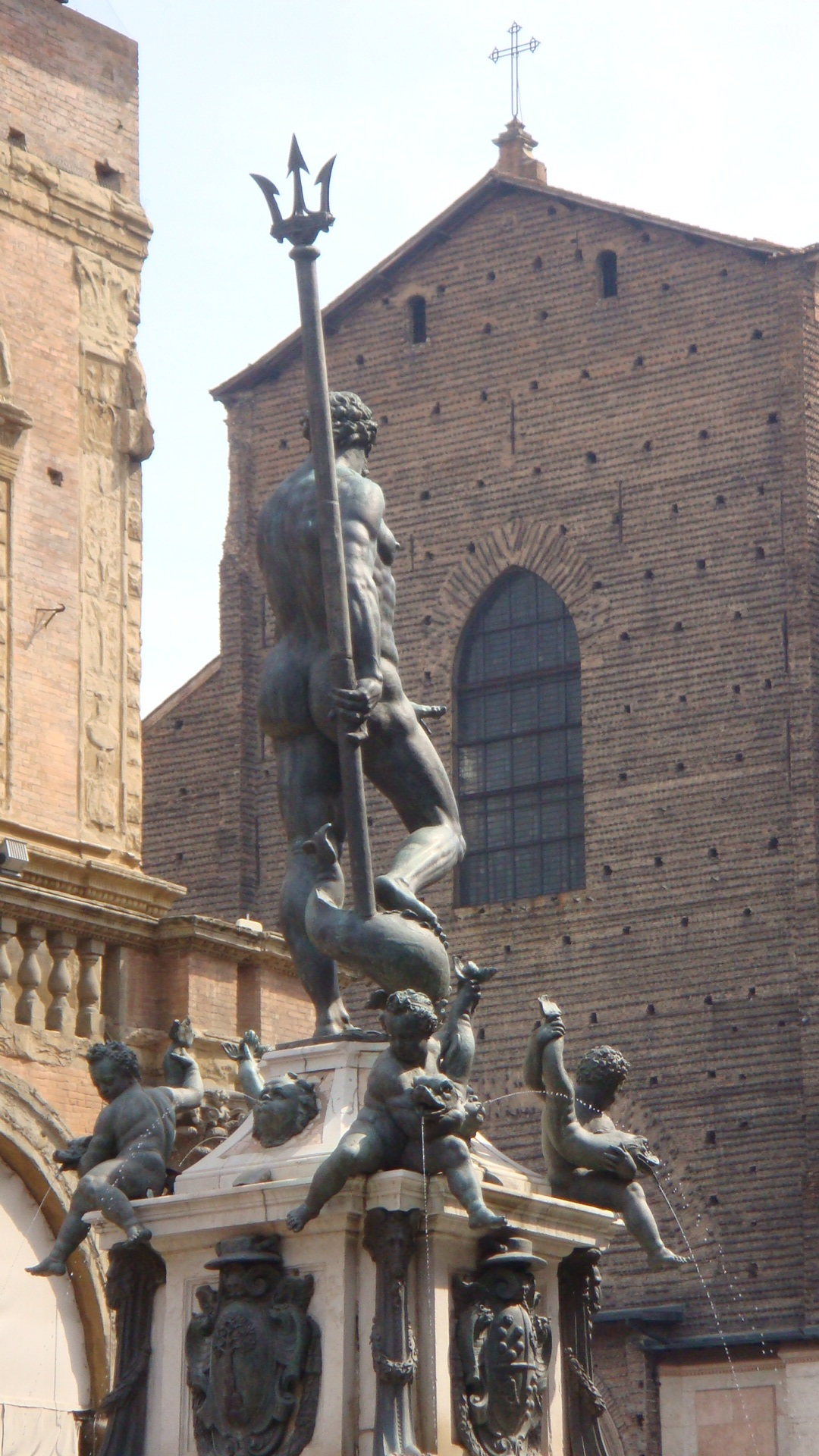
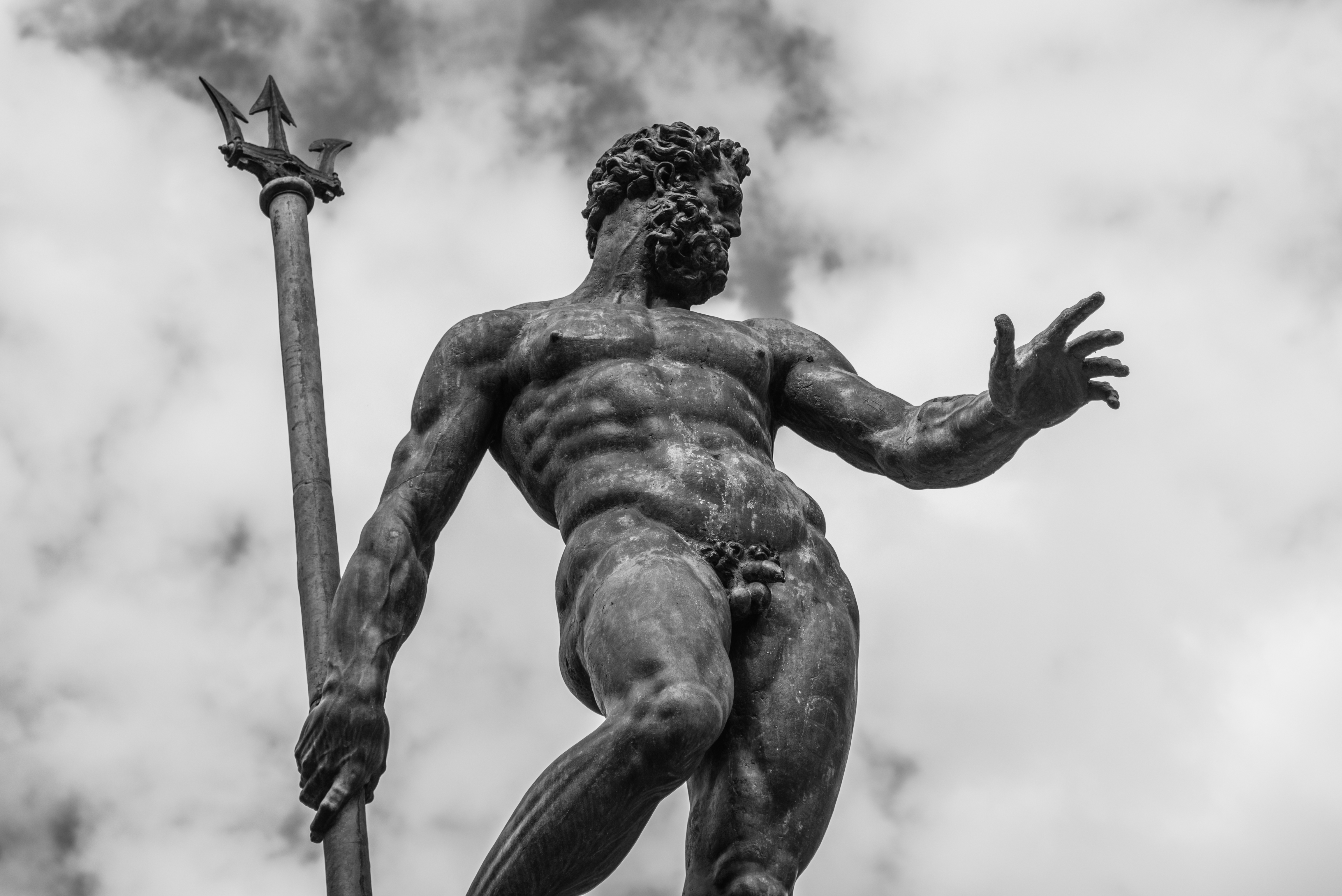
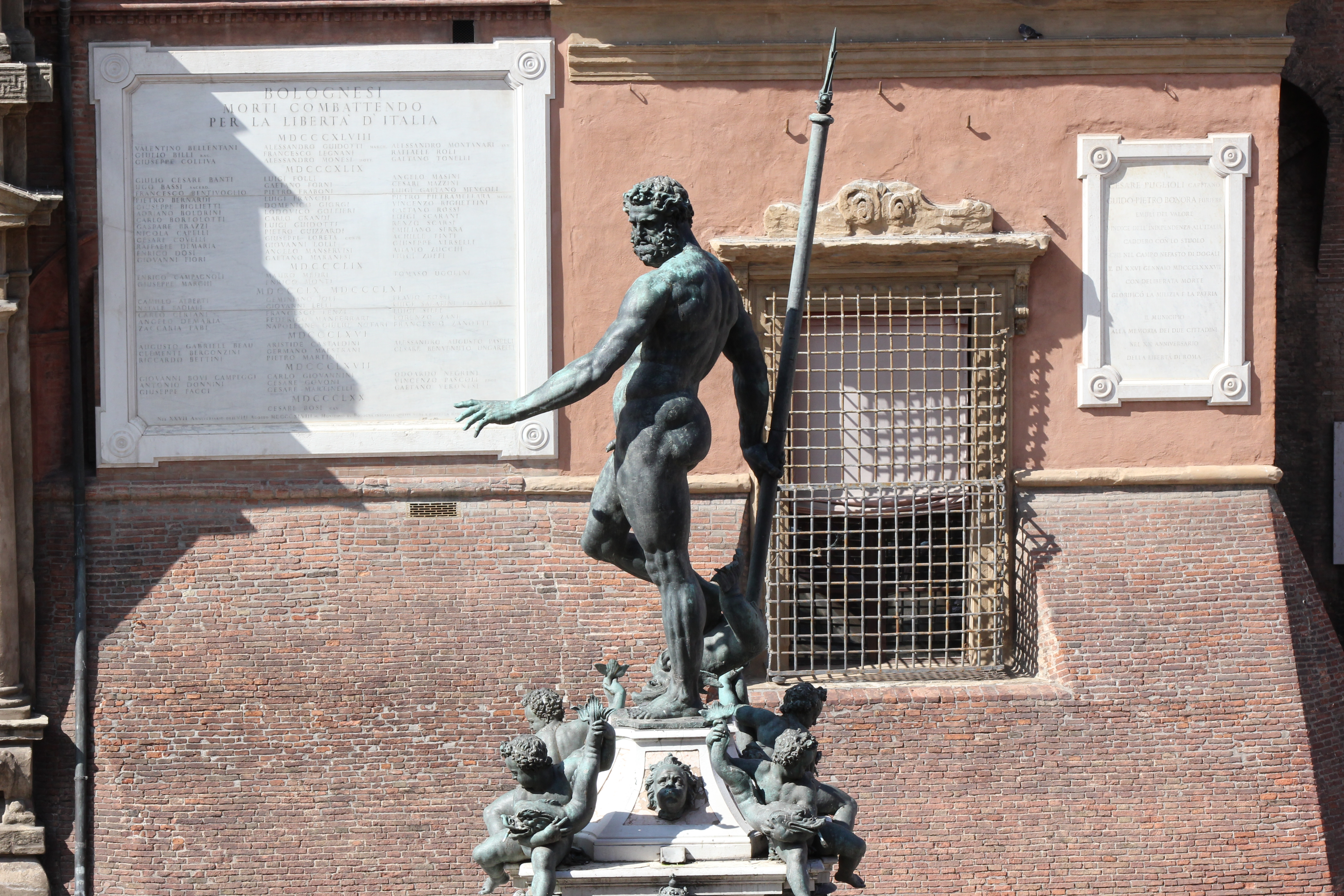
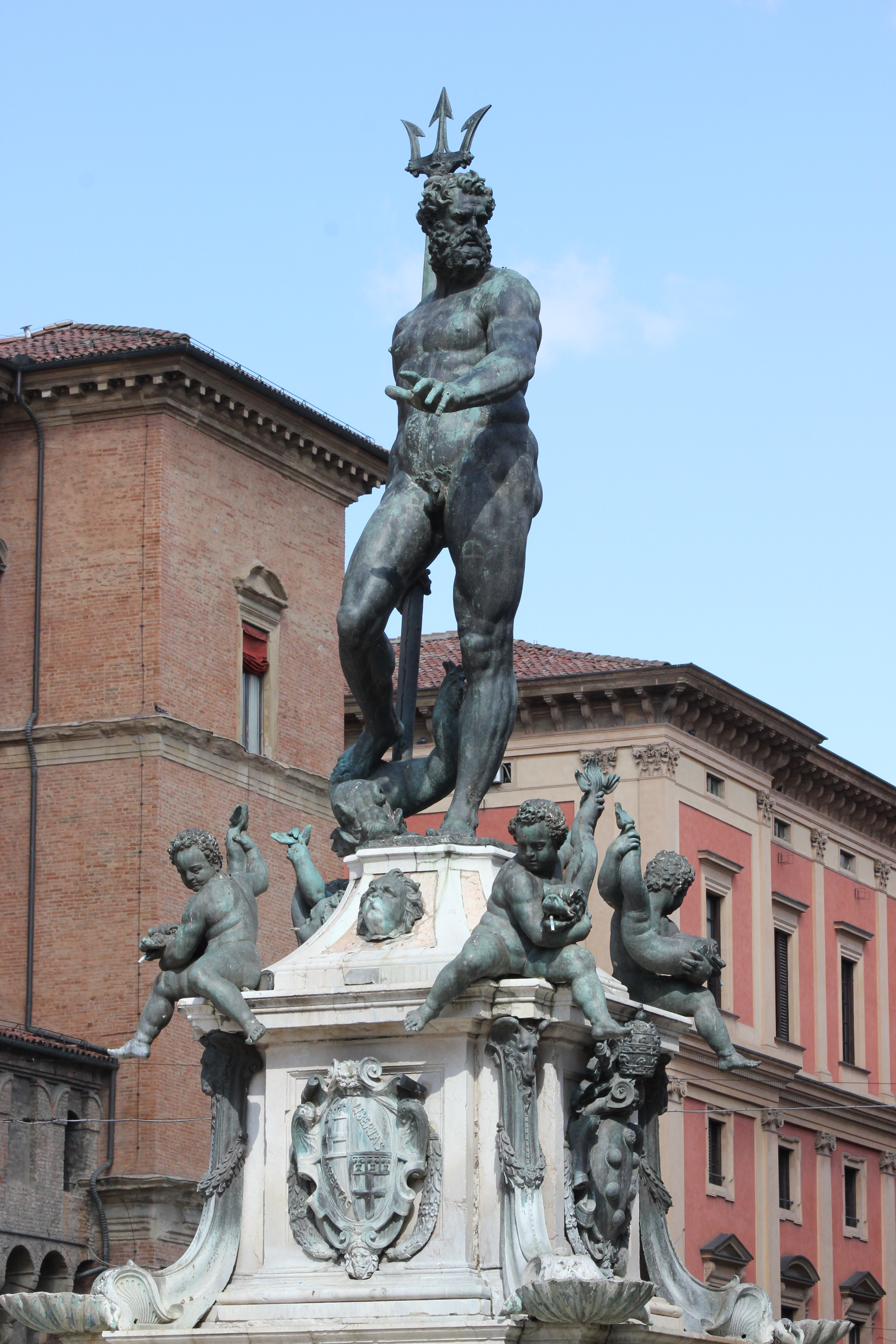